# FBI: Most Wanted
FBI: Most Wanted é uma série de televisão norte-americana de drama e crime criada por René Balcer e produzida pela Wolf Entertainment, encomendada pela CBS em maio de 2019. É o primeiro spin-off do drama FBI, série onde as personagens foram introduzidas na primeira temporada. A série estreou no dia 7 de janeiro de 2020 nos EUA.
Em maio de 2020, a série foi renovada para a segunda temporada, que estreou a 17 de novembro de 2020. Em março de 2021, a CBS renovou a série para a terceira temporada, que estreou a 21 de setembro de 2021.
Em maio de 2022, a CBS renovou a série para a quarta e quinta temporada. A quarta temporada estreou a 20 de setembro de 2022. A quinta temporada estreou a 13 de fevereiro de 2024. Em abril de 2024, a CBS renovou a série para uma sexta temporada. 

## Premissa
A série segue a Unidade de Elite de Nova Iorque que caça os criminosos da lista de foragidos do FBI.
O chefe de equipa é o Agente Especial Supervisor do FBI Jess LaCroix, um agente experiente e enigmático que usa as suas habilidades de profiler para caçar e prender os criminosos mais procurados.
Durante a temporada 1, a equipa é constituída pelos Agentes Especiais Sheryll Barnes, ex-polícia da cidade de Nova Iorque, formada em psicologia comportamental e braço direito de LaCroix; Kenny Crosby, veterano da Inteligência Militar do Exército dos Estados Unidos e protegido de Jess; Hana Gibson, a analista da equipa e Clinton Skye, um dos agentes mais experientes da equipa, atirador exímio e irmão da falecida esposa de Jess.
A equipa opera a partir de um prédio não identificado em Manhattan, propriedade do FBI.
Enquanto caçam os fugitivos operam a partir de um centro de comando móvel.
Na temporada 2, Skye é enviado para uma missão especial do Gabinete de Assuntos Indígenas e é substituído pelo Agente Especial Ivan Ortiz, ex-polícia do Departamento de Gangues de Los Angeles. Crosby substitui Skye enquanto atirador de elite.
No primeiro episódio da temporada 3, Crosby é colocado em licença médica (depois de ser ferido por um ex-camarada do exército durante uma investigação em parceria com os Agentes do FBI Maggie Bell e OA Zidan) e sai da equipa, regressando ao Oklahoma. É substituído pela Agente Especial Kristin Gaines, uma estrela em ascensão da sede do FBI em Miami. Na segunda parte da temporada 3, LaCroix é alvejado no pescoço e morto por um fugitivo, o que deixa a equipa devastada. É substituído pelo Agente Especial Supervisor do FBI Remy Scott—recém saído de um período de vários anos da sede do FBI em Las Vegas—como líder da equipa. No fim da temporada, Ortiz afasta-se da equipa para tomar conta do seu pai doente, em Los Angeles. No início da temporada 4 é dito que pediu transferência para Los Angeles permanentemente. É substituído pelo Agente Especial novato Ray Cannon, nativo de Nova Orleães, ex-detetive, cujo pai também fez parte do FBI.
Entre as temporadas 4 e 5, Gaines pede transferência para Denver para estar mais perto dos seus filhos, e a Agente Especial Nina Chase, anteriormente parte da equipa do FBI de Nova Iorque, fica com o seu lugar.

## Elenco

### Principal
- Julian McMahon como Jess LaCroix, (temporadas 1–3),[9] Agente Especial Supervisor do FBI e chefe de equipa. Ele é viúvo da falecida oficial de Inteligência do Exército dos EUA Angelyne Skye LaCroix, e pai de Natalia "Tali" Skye LaCroix, bem como cunhado do Agente Especial do FBI Clinton Skye. Ele é profiler, capacidade que usa para entender a mente dos criminosos que a equipa caça e determinar os seus padrões de comportamento. No episódio piloto da 1ª temporada de FBI, que depois dá origem ao spin-off FBI: Most Wanted, intitulado "Most Wanted", é revelado que Jess trabalhou com Jubal Valentine, o Assistente Especial encarregado do escritório do FBI de Nova Iorque, no caso Haynes Spree Killer e no episódio crossover na temporada 2 do FBI/ temporada 1 de FBI: Most Wanted , "American Dreams", também é revelado que os dois trabalharam juntos no passado. No episódio da temporada 3 de FBI: Most Wanted, intitulado "Shattered", durante a captura de um fugitivo violento, Jess é alvejado no pescoço e, apesar dos esforços de Barnes e Ortiz para o ajudar, ele morre dos seus ferimentos, deixando a sua família e equipa devastados. Ele é substituído pelo Agente Especial Supervisor do FBI Remy Scott, que se torna no novo chefe de equipa.
- Kellan Lutz como Kenny Crosby, (temporadas 1–3),[10] Agente Especial do FBI e ex-soldado do Departamento de Inteligência do Exército dos EUA. Depois da partida do Agente Especial do FBI Clinton Skye, passa a ser o atirador de elite da equipa. Depois de ser alvejado e ter ficado gravemente ferido durante o primeiro episódio da temporada 3 do FBI, intitulado "All That Glitters", tendo ajudado os Agentes Especiais da sede de Nova Iorque, Maggie Bell e OA Zidan num caso, Crosby sobrevive e regressa ao Oklahoma para o longo processo de recuperação. A Agente Especial do FBI Kristin Gaines, anteriormente da sede do FBI em Miami, substitui-o.
- Roxy Sternberg como Sheryll Barnes, Agente Especial do FBI e segunda em comando da Unidade de Elite. Foi detetive no Departamento da Polícia de Nova Iorque e é casada com Charlotte Gaines, advogada e mãe dos filhos do casal, uma rapariga chamada Anais e um rapaz chamado Theo. No episódio da temporada 4 de FBI: Most Wanted intitulado "Taxman", é revelado que Barnes é membro da equipa à 10 anos, tornando-a no membro mais antigo da equipa.
- Keisha Castle-Hughes como Hana Gibson, Agente Especial do FBI e técnica analista da equipa. É também a hacker da equipa, fornecendo informação que a equipa pode precisar quando resolve os casos.
- Nathaniel Arcand como Clinton Skye (temporadas 1–2), Agente Especial do FBI e cunhado de LaCroix. É também o sniper da equipa, dando-lhes proteção em caso de uma situação com reféns e é também Juris Doctor. Ele abandona a equipa para trabalhar num caso de corrupção pública que envolve o director do FBI, que contrata agentes que têm diplomas Juris Doctor. Depois da saída de Clinton, Crosby, Ortiz e Cannon tornam-se os novos snipers da equipa, sucessivamente.
- YaYa Gosselin como Tali LaCroix (temporadas 2–3;[11] recorrente na temporada 1), filha de Jess LaCroix e Angelyne, e sobrinha de Clinton Skye. O seu nome completo é Natalia "Tali" Skye LaCroix. No episódio da temporada 3 de FBI: Most Wanted intitulado "Incendiary", ela sai de casa para estudar em "Beersheba Springs", uma academia equestre no Canadá e perto da residência dos seus avós paternos.
- Miguel Gomez como Ivan Ortiz (temporadas 2–3), Agente do FBI, originário de Los Angeles, que trabalhou na Unidade de Anti-Terrorismo do FBI em Washington D.C, antes de integrar a equipa. Antes de se juntar ao FBI, Ortiz também trabalhou na Unidade de Gangues da LAPD. Depois da partida do Agente Especial Kenny Crosby, Ortiz torna-se sniper da equipa. Abandona a equipa na temporada 3 de FBI: Most Wanted, no episódio intitulado "Inheritance", para cuidar do seu pai doente, em LA. O líder da equipa, Agente Especial Supervisor do FBI Remy Scott, revela na temporada 4 do FBI: Most Wanted, no episódio intitulado "Taxman", que Ortiz pediu transferência para o departamento de Los Angeles, resultando na sua partida da equipa para cuidar do pai a tempo inteiro.[12][13]
- Alexa Davalos como Kristin Gaines (temporadas 3–4), antiga oficial de Inteligência Naval dos EUA e Agente Especial do FBI no departamento de Miami. É a ex-mulher de Nick Vargas e mãe de dois, Jack e Ingrid. Depois de ajudar a equipa num caso relacionado com uma rede tráfico sexual, durante o primeiro episódio da temporada 4 de  FBI, intitulado "All That Glitters", Kristin junta-se oficialmente à equipa de FBI: Most Wanted na temporada 3, no episódio intitulado "Patriots", substituindo Kenny Crosby.[14] É revelado que Gaines pediu transferência para Denver para estar junto dos filhos, que se mudaram para o Colorado.[15]
- Dylan McDermott como Remy Scott (temporada 3–presente), Agente Especial Supervisor do FBI que substitui Jess LaCroix como chefe de equipa. É filho de Betsy Scott e irmão de Claire e Mikey Scott.[16]
- Edwin Hodge como Ray Cannon (temporada 4–presente), Agente Especial do FBI e antigo polícia de NOPD que mais tarde se tornou detetive júnior, bem como no novo membro da equipa de FBI: Most Wanted, e sniper da equipa. Também trabalhou na Divisão de Crimes Violentos em Albany antes de se juntar à equipa. É filho de um antigo Agente do FBI, e decide seguir as pisadas do pai.[17]
- Shantel VanSanten como Nina Chase (temporada 5; recorrente na temporada 4), Agente Especial do FBI que substituiu Maggie Bell temporariamente depois de esta ser exposta a gás Sarin. Também trabalha como infiltrada e, na temporada 5 de FBI, envolve-se com o Agente Especial Stuart Scola, dando à luz ao filho de ambos, Douglas, no final da temporada 5. Assim que Maggie regressa à equipa, Nina é transferida para a Unidade de Crimes de Colarinho Branco e, mais tarde, para a equipa de FBI: Most Wanted, substituindo Gaines.[15]

### Recorrentes
- Lorne Cardinal como Nelson Skye (temporadas 1–2), pai de Clinton Skye, sogro de Jess LaCroix e avô de Tali LaCroix.
- Irene Bedard como Marilou Skye (temporadas 1–2), mãe Clinton Skye, sogra de Jess LaCroix e avó de Tali LaCroix.
- Amy Carlson como Jackie Ward (temporada 2), caçadora de recompensas.[18]
- Terry O'Quinn como Byron LaCroix (temporadas 2–3), pai de Jess LaCroix e avô de Tali LaCroix.[18]
- Jen Landon como Sarah Allen (temporadas 2–3),[19] namorada de Jess.
- Matt Mercurio como George Kouka (temporada 3), meio-irmão de Hana Gibson.

### Convidados Notáveis
- Henry Thomas como Dr. Justin Brock, especialista de pés e tornozelos ("Dopesick").
- Joshua Malina como Paul Hayden, Agente do de Contra-Espionagem ("Silkworm").
- Chris Tardio como Mike Fitts, Agente Especial do FBI Encarregado da Unidade de Crime Indian Country ("The Line").
- Victor Williams como Moses Reed, Agente Especial do Gabinete do Inspetor Geral ("Chattaboogie").
- Tim DeKay como Angelo Carpentier ("Unhinged").
- Beshoy Mehany como Diego ("Succession").
- Kristof Konrad como Aleksander Pavlishchev, Diretor do Consulado Russo ("A Man Without a Country").

### Crossover
- Missy Peregrym como Agente Especial do FBI Maggie Bell (FBI).
- Zeeko Zaki como Agente Especial do FBI Omar Adom "OA" Zidan (FBI).
- Ebonée Noel como Agente Especial do FBI Kristen Chazal (FBI).
- John Boyd como Agente Especial do FBI Stuart Scola (FBI).
- Alana de la Garza como Agente Especial Encarregada do FBI Isobel Castile (FBI).
- Jeremy Sisto como Agente Especial Assistente Responsável do FBI Jubal Valentine (FBI).
- Luke Kleintank como Agente Especial Supervisor do FBI Scott Forrester (FBI: International).
- Katherine Renee Kane como Agente Especial do FBI Tiffany Wallace (FBI).
- Shantel VanSanten como Agente Especial do FBI Nina Chase (FBI).

## Episódios
| Temporada       | Episódios       | Originalmente exibido   | Originalmente exibido | Classificação | Média de Audiências (em milh ões) |
| --------------- | --------------- | ----------------------- | --------------------- | ------------- | --------------------------------- |
| Temporada       | Episódios       | Estreia da Temporada    | Fim da Temporada      | -             | -                                 |
| Episódio Piloto | Episódio Piloto | 2 de abril de 2019      | 2 de abril de 2019    | -             | 9.08                              |
| 1               | 14              | 7 de janeiro de 2020    | 5 de maio de 2020     | 17            | 10.20                             |
| 2               | 15              | 17 de novembro de 2020  | 25 de maio de 2021    | 14            | 8.83                              |
| 3               | 22              | 21 de setembro de 2021  | 24 de maio de 2022    | 12            | 8.75                              |
| 4               | 22              | 20 setembro de 2022     | 23 de maio de 2023    | 14            | 8.02                              |
| 5               | 13              | 13 de fevereiro de 2024 | 21 de maio de 2024    | TBA           | TBA                               |

## Produção

### Desenvolvimento
A 29 de janeiro de 2019, foi anunciado que a CBS tinha encomendado um episódio piloto de apresentação, com potencial para se desenvolver para uma série spin-off intitulada FBI: Most Wanted, com estreia durante a última parte da primeira temporada de FBI. A série iria focar-se na unidade do FBI que caça e prende os criminosos mais procurados do país. De acordo com  Dick Wolf, o spin-off está definido para lançar uma série de programas interligados, semelhantes aos das franquias OneChicago e Lei & Ordem da NBC. No dia 9 de maio de, 2019, a CBS anunciou que FBI: Most Wanted tinha sido encomendada para série. Dias depois, foi anunciado que a série estrearia como substituição de meio da temporada televisiva, no inverno-primavera de 2020. A série estreou a 7 de janeiro de 2020. No dia 13 de março de 2020, foi anunciado que a Universal Television tinha suspendido as produções de televisão devido à pandemia de COVID-19. A série estava a gravar o episódio 15, realizado por Lexi Alexander. A 6 de maio de 2020, a CBS renovou a série para a segunda temporada, que estreou a 17 de novembro de 2020. No dia 28 de agosto de 2020, foi anunciado que a produtora René Balcer iria abandonar a série e seria substituída por David Hudgins.
A 24 de março de 2021, a CBS anunciou que a série tinha sido renovada para a terceira temporada, que estreou a 21 de setembro de 2021.
A 9 de maio de 2022, a CBS renovou a série para as temporadas quatro e cinco. A quarta temporada estreou a 20 de setembro de 2022. A quinta temporada estreou a 13 de fevereiro de 2024.

## Lançamento

### Marketing
No dia 15 de maio de 2019, a CBS lançou o primeiro trailer oficial da série.

### Transmissão
A série é transmitida às terças-feiras no canal Global do Canadá, três horas antes da transmissão na CBS.
A série é transmitida às 22 horas de sexta-feira na Sky Witness, no Reino Unido.
A série era transmitida às 22:40 de quintas-feiras no AXN Asia no Sudeste Asiático, tendo depois sido transferida para a FOX Asia.
Todos os episódios estão disponíveis no sitePeacock, nos EUA.
Em Portugal, a série pode ser vista nos canais TVCine Emotion e Star Channel.
No Brasil, a série é exibida às quintas-feira à noite, no canal Universal e estão também disponíveis na Globoplay.

## Receção

### Avaliação
| Temporada | Horário (ET)           | Episódios | Primeira exibição       | Primeira exibição   | Última exibição    | Última exibição     | Temporada televisiva | Rank | Méd. audiência (milhões) | Adultos de 18–49 anos (média) |     |
| Temporada | Horário (ET)           | Episódios | Data                    | Audiência (milhões) | Data               | Audiência (milhões) | Temporada televisiva | Rank | Méd. audiência (milhões) | Adultos de 18–49 anos (média) |     |
| --------- | ---------------------- | --------- | ----------------------- | ------------------- | ------------------ | ------------------- | -------------------- | ---- | ------------------------ | ----------------------------- | --- |
| 1         | Terça feira 22:00 p.m. | 14        | 7 de janeiro de 2020    | 7.19                | 5 de maio de 2020  | 6.62                | 2019–20              | 17   | 10.20                    | 39                            | 1.2 |
| 2         | Terça feira 22:00 p.m. | 15        | 17 de novembro de 2020  | 5.38                | 25 de maio de 2021 | 5.79                | 2020–21              | 14   | 8.83                     | 34                            | 1.0 |
| 3         | Terça feira 22:00 p.m. | 22        | 21 de setembro de 2021  | 7.12                | 24 de maio de 2022 | 4.77                | 2021–22              | 12   | 8.75                     | 28                            | 0.9 |
| 4         | Terça feira 22:00 p.m. | 22        | 20 de setembro de 2022  | 5.27                | 23 de maio de 2023 | 4.83                | 2022–23              | 14   | 8.02                     | 48                            | 0.6 |
| 5         | Terça feira 22:00 p.m. | 13        | 13 de fevereiro de 2024 | 5.36                | ASA                | ASD                 | 2023–24              | ASD  | ASD                      | ASD                           | ASD |

1. ↑  O episódio 11 da primeira temporada, bem como o primeiro e nono episódios da terceira temporada foram exibidos num horário diferente, Terça-feira às 21:00 p.m.